# 本田 (漫画家)
本田（ほんだ）は、日本の漫画家。2025年より『コミックバンチKai』（新潮社）にて、『空五倍子先生の書けない生活』を連載している。

## 来歴
10年間、コミック売り場で書店員として働いていたころの自身の体験をもとにしたエッセイ漫画をpixivに投稿していたところ、編集者から声をかけられ、『ジーンピクシブ』に『ガイコツ書店員 本田さん』として連載。同作がDLEによって、2018年にアニメ化される。同年より新しく創設されたレーベル『ジーンLINE』にて、第1弾の作品として俳句を題材にした漫画『ほしとんで』（監修：堀本裕樹）の連載を開始。
また、『ミステリーボニータ』（秋田書店）2020年2月号よりSFの『病める惑星より愛をこめて』をシリーズ連載として開始し、隔月連載化を経て、2025年2月号にて完結。2025年4月25日に『コミックバンチKai』（新潮社）の1周年を記念した新連載攻勢第1弾の作品として、同日より出版業界を描いたコメディ『空五倍子先生の書けない生活』の連載を開始。

## 作品リスト

### 連載
- ガイコツ書店員 本田さん（『ジーンピクシブ』2015年8月27日[10] - 2019年3月22日[10]）
- ほしとんで（監修：堀本裕樹、『ジーンLINE』2018年4月27日[4] - ）
- 病める惑星より愛をこめて（『ミステリーボニータ』2020年2月号[6] - 2025年2月号[8]） - シリーズ連載[6]→隔月連載[7]
- 空五倍子先生の書けない生活（『コミックバンチKai』2025年4月25日[1] - ）

### 読み切り
- 残響（『ビッグコミックスペリオール』2023年4号[11]）
- 俺の前から消えてくれ（『ヤングアニマルZERO』2023年4月1日号[12]）

### 書籍
- 『ガイコツ書店員 本田さん』KADOKAWA〈MFC ジーンピクシブシリーズ〉、2016年[13] - 2019年[14]、全4巻
- 『ほしとんで』KADOKAWA〈ジーンLINEコミックス〉、2018年[5] - 2021年[15]、全5巻
- 『病める惑星より愛をこめて』秋田書店〈ボニータ・コミックス〉、2021年[16] - 2025年[17]、全5巻